# Hey Baby (Dimitri Vegas & Like Mike)
Hey Baby is een single van het Belgische DJ duo Dimitri Vegas & Like Mike samen met Amerikaanse producer Diplo en Deb's Daughter. De single kon de eerste plaats halen in de Dance Club Songs, een officiële lijst in de Verenigde Staten. Ook haalde het eerste plaats in hun thuisland België. Hey Baby kreeg ook een platina plaat.